# Cultivar

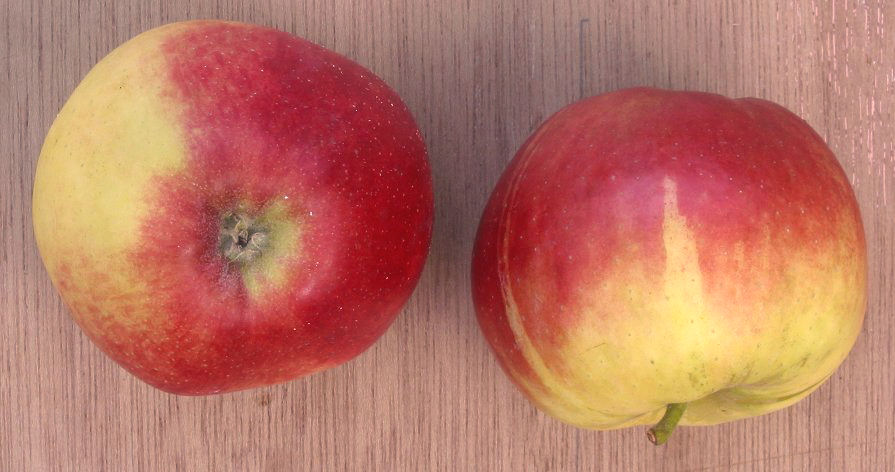
Appelras 'Elstar'

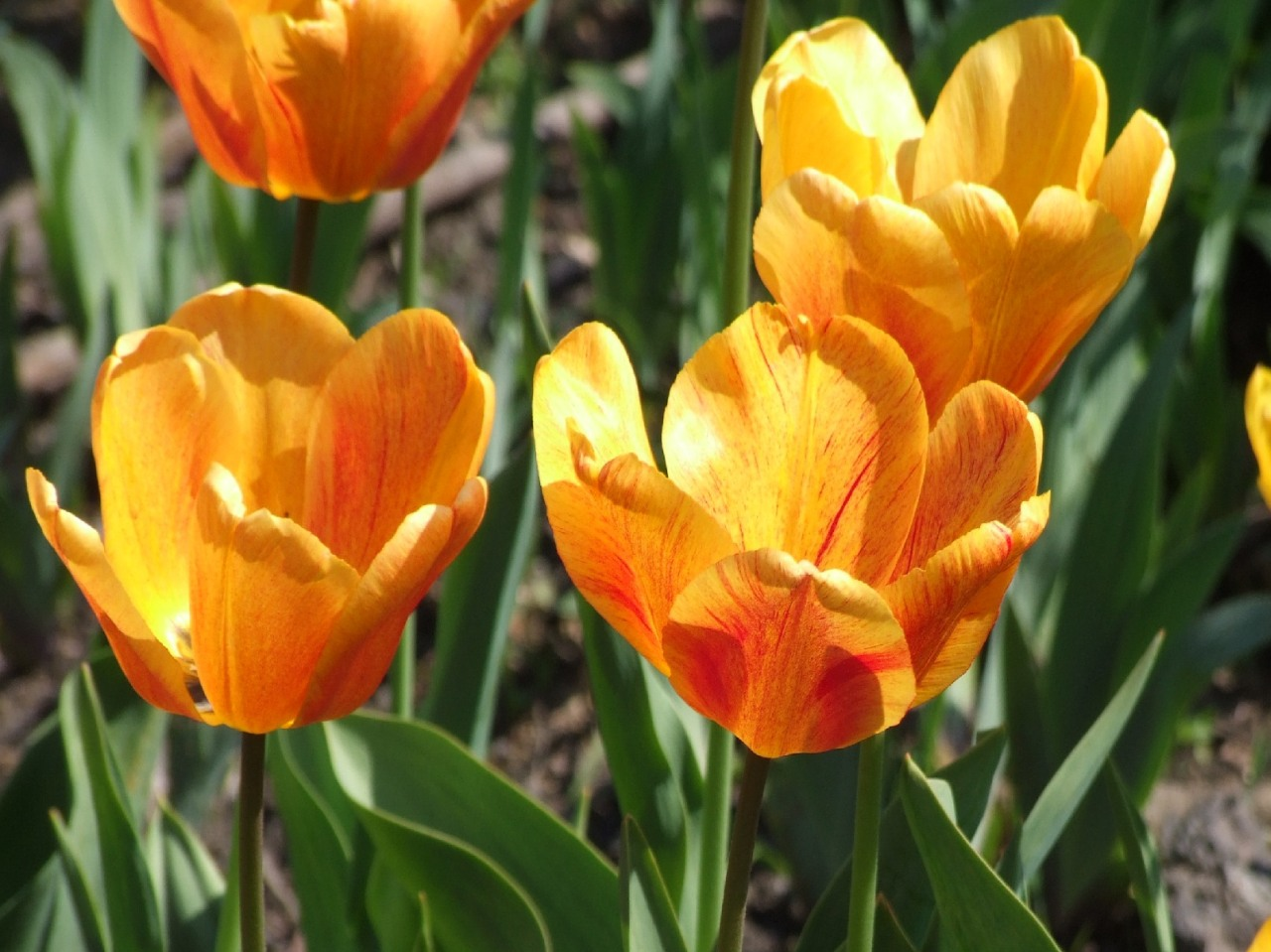
Tulpencultivar 'Beauty of Apeldoorn'

Een cultivar is een plant of een plantengroep die geselecteerd is op wenselijke eigenschappen waarvan het behoud mogelijk is door teelt of andere vormen van vermeerdering. Alle denkbare eigenschappen komen in aanmerking: van morfologische, esthetische en technische eigenschappen tot groeisnelheid, aangepastheid aan een biotoop of ziekteresistentie.
Het begrip wordt gedefinieerd en geregeld door de ICNCP (internationale nomenclatuurcode voor gecultiveerde planten). Deze ICNCP is erop gericht ervoor te zorgen dat elke gekweekte plant die erkenning verdient vanuit enig niet-taxonomisch belang (zoals bosbouw, landbouw, tuinbouw, e.d.) een cultivarnaam kan krijgen die over de hele wereld geaccepteerd wordt. Vroeger werd de afkorting cv. wel gebruikt voor cultivar, maar sinds 1995 is dit niet meer toegestaan door de ICNCP.

## Cultivar, ras en variety
Het woord cultivar wordt vaak gebruikt als synoniem voor het woord ras. Het woord ras, zoals gebruikt door de Nederlandse wetgever is ruim gedefinieerd zodat een cultivar (praktisch) altijd een ras zal zijn. Daarentegen is een ras lang niet altijd een cultivar.
Er zijn aanmerkelijke verschillen in registratie en daardoor in rechtspositie. Voor een cultivar is het in principe genoeg als de naam en beschrijving gepubliceerd zijn. Een cultivar kan geregistreerd worden door een Internationale Cultivar Registratie Autoriteit (ICRA), maar dit garandeert niet dat een cultivar onderscheidbaar is of dat ze nuttig is (Art IV.4 van ICNCP). Registratie als cultivar heeft geen rechtsgevolgen, anders dan het mogen voeren van een naam. Internationale Cultivar Registratie Autoriteiten voor Nederland zijn de stichting Vaste Keurings Commissie (VKC) en de Koninklijke Algemeene Vereeniging voor Bloembollencultuur (KAVB).
Een ras kan al dan niet geregistreerd zijn, met gevolgen voor verhandelbaarheid en/of kwekersrecht. Deze registratie gebeurt door een Nationale Autoriteit (Raad voor plantenrassen te Wageningen (bezoekadres, postadres Roelofarendsveen)) of een Autoriteit van de  Europese Unie (Communautair Bureau voor Plantenrassen afgekort CPVO te Angers, Frankrijk). 
Een en dezelfde selectie kan én geregistreerd zijn als ras én als cultivar, onder dezelfde naam.
Variety
Het Engelse begrip variety heeft twee betekenissen:
1. Het begrip cultivar is een samentrekking van cultivated  (geteeld) variety.  Het woord variety kan gebruikt worden in botanische, dus taxonomische zin: in dat geval is de Nederlandse vertaling "variëteit". Als dit gebruikt wordt in een naam wordt dit veelal afgekort tot "var.".
2. Daarnaast kent het Engels (in het kader van het UPOV verdrag) het begrip "plant variety", wat in het Nederlands een ras is waarop kwekersrecht van toepassing is.

## Eigenschappen
Een cultivar bestaat uit een plant of groep van planten die op grond van een bepaalde eigenschap of eigenschappen geselecteerd is (van oorsprong een kweekproduct of uit het wild verzameld) en die betrouwbaar vermeerderd kan worden, op de (voor die cultivar) voorgeschreven manier. Deze eigenschappen kunnen omvatten bloemgrootte, bloemkleur, bloeidatum, plantgrootte,  plantvorm, bladvorm,  bladkleur, winterhardheid, ziektebestendigheid, etc. De vermeerderingsmethode kan o.a. zijn via zaad, enten, stekken,  weefselkweek.

## Beschrijving
De publicatie bevat een cultivarbeschrijving, die aan bepaalde eisen moet voldoen. Alle planten die aan die beschrijving voldoen (ongeacht herkomst of genetische samenstelling) behoren  tot die cultivar. Alles wat niet aan de beschrijving voldoet (ook al is het uit die cultivar voortgekomen) behoort niet tot die cultivar. Een cultivar kan ook de resultante zijn van meer dan één genotype, zoals bij een enthybride. 

## Cultivarnaam
Aan een cultivar wordt een naam toegekend, die aan bepaalde regels moet voldoen.
Een cultivarnaam bestaat uit een botanische naam (van een geslacht of lager taxon) plus een cultivaraanduiding ("cultivar epithet") of waar er geen mogelijkheid van verwarring is uit een Nederlandse naam plus een cultivaraanduiding :
- Magnolia 'Elizabeth' : zal een kruising zijn tussen twee of meer soorten.
- Clematis alpina 'Ruby' : is een cultivar binnen een soort.
- appel 'James Grieve' : alle appels horen tot één en dezelfde soort, zodat er geen mogelijkheid is tot verwarring.

De cultivaraanduiding wordt tussen enkele aanhalingstekens gezet, liefst wordt zij niet cursief geschreven. Het is niet toegestaan de afkorting "cv." voor een cultivaraanduiding te zetten.
Een cultivaraanduiding die vandaag de dag nieuw toegekend wordt, hoort in een moderne taal te zijn en kan leestekens bevatten: 'Oh Boy!', 'Jeanne d'Arc' zijn toegestaan. Voorbeelden:
- Chamaecyparis lawsoniana 'Aureomarginata' (cultivaraanduiding van vóór 1959, hier is Latijn toegestaan)
- Chamaecyparis lawsoniana 'Golden Wonder' (naam in een moderne taal: Engels)
- Pinus densiflora 'Akebono' (naam in een moderne taal: Japans, omgezet naar romeins schrift)

## Typen cultivars
Een cultivar kan een kweekproduct of een in het wild gevonden plant zijn: 
- kloon
- mutant
- inteeltlijn
- hybride
- groep van zelfbestuivende planten
- groep van kruisbestuivende planten
- groep van genetisch gemodificeerde planten
- onderstam

## Rassen, registratie en kwekersrecht
Een cultivarnaam is geen handelsnaam of handelsmerk, en heeft geen wettelijke status. Wel geldt een cultivarnaam wereldwijd.
Bij internationaal verdrag (UPOV) kan een selectie (kweekproduct) ook kwekersrecht verkrijgen. De eigenaar heeft dan het alleenrecht om deze selectie te vermeerderen en te verkopen. Dit recht geldt alleen voor het betreffende rechtsgebied.
Voorbeeld: voor tulpen wordt een cultivar geregistreerd door de Koninklijke Algemeene Vereeniging voor Bloembollencultuur (KAVB) en wordt kwekersrecht verleend door de Raad voor plantenrassen (Nederlands kwekersrecht) of door het Communautair Bureau voor Plantenrassen (CPVO) Europees kwekersrecht. Zo is 'Antoinette' geregistreerd door de KAVB en is Europees kwekersrecht verleend door het CPVO.